# Apeba
Apeba is een kevergeslacht uit de familie van de boktorren (Cerambycidae). De wetenschappelijke naam van het geslacht werd voor het eerst geldig gepubliceerd in 1991 door Martins & Galileo.

## Soorten
Apeba omvat de volgende soorten:
- Apeba antiqua (Waterhouse, 1880)
- Apeba barauna Martins & Galileo, 1991
- Apeba isabellina (Bates, 1885)
- Apeba togata (Klug, 1825)